# Chamboulive
Chamboulive – miejscowość i gmina we Francji, w regionie Nowa Akwitania, w departamencie Corrèze.
Według danych na rok 1990 gminę zamieszkiwało 1190 osób, a gęstość zaludnienia wynosiła 25 osób/km² (wśród 747 gmin Limousin Chamboulive plasuje się na 100. miejscu pod względem liczby ludności, natomiast pod względem powierzchni na miejscu 37.).

## Populacja

Populacja Groisy w latach 1962–2008